# Dual Mechanism-Theorie
Als Dual Mechanism-Theorie wird  ein Erklärungsansatz der Psycholinguistik zur mentalen Verarbeitung morphologischer Prozesse bezeichnet.
Ein Streitpunkt in der psycholinguistischen Erforschung der menschlichen Sprachverarbeitung besteht darin, ob morphologische Regelsysteme, wie sie in der theoretischen Linguistik zur Beschreibung von Sprachen verwendet werden, als kognitive Prozesse bestehen. Dies wurde prominent am Beispiel der Vergangenheitsendung (Past) in der englischen Sprache diskutiert. Hierbei geht die Dual Mechanism-Theorie, vertreten u. a. von Steven Pinker, davon aus, dass die Pastendung -ed orthographisch bzw. [d] phonologisch gesehen an regelmäßige Verben des Englischen angehängt wird bzw. eine morphologisch komplexe Form bei der Sprachverarbeitung in ihre Morpheme zerlegt wird. Irreguläre Verben werden hingegen in einem Netzwerk als miteinander verknüpfte Vollformen der jeweiligen grammatischen Zeit repräsentiert, sodass für reguläre und irreguläre Verben zwei verschiedene Verarbeitungsmuster bestehen. Evidenz hierfür wurde in Studien gesehen, die in Experimenten Priming für reguläre Verben und abgeschwächtes oder kein Priming für irreguläre Verben fanden.
Der Standpunkt der Dual Mechanism-Theorie wird durch konnektionistische Theorien infrage gestellt, denen zufolge ein Verarbeitungsmechanismus für Irreguläre und Reguläre besteht. Evidenz hierfür wurde in Studien (z. B. Kielar und Joanisse, 2013) gefunden, die nach Größe gestufte Primingeffekte für Reguläre, Semi-Irreguläre (sleep-slept) und Irreguläre fanden.